# 俗厚站
俗厚站（韓語：속후역）是朝鮮民主主義人民共和國咸鏡南道琴湖地区俗厚里的一個鐵路車站，属于平罗线。

## 邻近车站
平罗线
江上里站 - 俗厚站 - 陽地站